# 안동 허백당 종택
안동 허백당 종택(安東 虛白當 宗宅)은 경상북도 안동시에 있는 풍산 김씨 11세손 허백당 김양진의 종택이다. 1982년 12월 1일 경상북도의 민속문화재 제38호로 지정되었다가,
2015년 8월 21일 대한민국의 국가민속문화재 제284호 '안동 허백당으로 승격 지정되었다가, 2017년 2월 28일 현재의 명칭으로 변경되었다.

## 개요
「안동 허백당」은 안동 풍산김씨 11세손 허백당 김양진(1467∼1535)의 종택(宗宅, 종갓집)으로, 1576년(선조 10) 산음현감(山陰縣監)을 지낸 유연당 김대현(1553∼1602)이 지금의 '영감댁(令監宅, 경상북도 민속문화재 제39호)'에서 이곳으로 이전한 것으로 전해지고 있다. 당초 집은 임진왜란 때 소실되었고, 현재 종택은 김대현의 아들 김봉조(1571∼1630)가 다시 지었으며, 서편의 큰 사랑채는 1614년(광해군 6)에 건립하였다.
허백당이 있는 마을은 태백산의 지맥(地脈)인 동쪽의 아미산과 서쪽의 도인산, 안산(案山)인 남쪽의 검무산, 배산(背山)인 죽자봉의 가운데에 위치한다. 종택의 대문채를 들어서면 사랑채의 전면에 해당하는 사랑 외부공간이 자리하고, 정침(正寢) 좌측으로 독립된 사랑채 1동이 동향으로 놓여있는 등 배치가 다소 이색적이다.
종택의 중심인 ‘ㅁ’자형 정침은 뒤편에 흙담으로 구획된 여성 가사노동 공간이 자리하고, 우측 편에도 흙담 너머로 방앗간채가 있다. 아울러 북쪽에는 사랑으로 출입하는 협문을 두고 대지 가장 높은 곳에 별도의 사당 영역을 배치하는 등 공간구성이 다양하며, 전체적으로 남녀 공간이 확실히 구분되고 제향공간을 가장 높은 곳에 두어 당시의 유교적 건축배치가 뚜렷이 반영되어 있다.

## 문화재 지정사유
‘ㅁ’자형의 정침, 사랑채, 대문채, 사당, 방앗간채 등으로 배치되어 있는데, 엄격한 유교적 개념을 바탕으로 구성된 차면담, 내외담 등 영역의 평면구성에서 17∼18세기 조선 사대부 주거건축의 정체와 지역적 특정을 잘 보여주고 있다.
집안과 관계된 문헌자료가 남아 있고, 민속적 제례행위가 지속적으로 행해지고 있으며, 전통적 주생활 문화가 비교적 잘 보존되어 있는 등 국가민속문화재로 지정하여 보존할 가치가 있다.

## 같이 보기
- 안동 풍산김씨 영감댁(경상북도 민속문화재 제39호)

## 참고 자료
- 안동 허백당 종택 - 국가유산청 국가유산포털